# Storia mineraria della Sardegna
L'estrazione e la lavorazione dei minerali in Sardegna risale a tempi remoti. Antichi mercanti e conquistatori presero a frequentare le coste dell'isola attirati dalle formidabili ricchezze del sottosuolo sardo.
Testimonianza dell'antica lavorazione dei metalli sono i numerosi manufatti risalenti alla preistoria. In epoche più recenti numerosi toponimi, legati in qualche modo all'attività estrattiva (come per esempio: Argentiera, Montiferru, Capo Ferrato per citarne alcuni), testimoniano la secolare continuità di queste attività.
Di seguito la storia delle attività di estrazione nell'isola, divisa per epoche.

## Preistoria
La lunga storia mineraria della Sardegna ha inizio verosimilmente intorno al sesto millennio a.C. con l'attività di estrazione dell'ossidiana, alle pendici del Monte Arci nella parte centro-occidentale dell'isola. Il Monte Arci fu uno dei più importanti centri mediterranei di estrazione e lavorazione di questo vetro vulcanico, in quest'area, Infatti, sono stati individuati almeno settanta centri di lavorazione e circa 160 insediamenti stabili o temporanei dai quali l'ossidiana veniva poi esportata verso la Francia meridionale e l'Italia settentrionale.
Attorno al terzo millennio a.C., probabilmente importati dal bacino orientale del Mediterraneo, giunsero e si diffusero anche in Sardegna le conoscenze metallurgiche, che raggiunsero in epoca nuragica un elevato livello tecnico.
Contemporaneamente alla tecnica metallurgica, si sviluppò anche la tecnica mineraria, consentendo l'estrazione di crescenti quantità di minerali e quindi di metalli.
La posizione geografica dell'isola, ma anche il suo patrimonio minerario, attrassero tra il X e l'VIII secolo a.C. i mercanti fenici, ai quali, attorno alla metà del VI secolo, subentrarono i cartaginesi. Fenici e cartaginesi sfruttarono intensamente le ricchezze minerarie, soprattutto nell'Iglesiente, dove sono state rinvenute tracce di escavazioni e scorie di fusione attribuibili a questo periodo.
Un'intensa attività metallurgica, sia estrattiva che fusoria, è testimoniata dal punto di vista archeologico, presso i ricchi giacimenti metalliferi del Sarrabus, costituiti da minerali composti da ossidi e solfuri di ferro, rame e piombo.
Di epoca preistorica è famosa la miniera di Funtana Raminosa nel comune di Gadoni, nella barbagia di Belvì.

## Epoca romana
Nel 238 a.C. inizia in Sardegna l'epoca della dominazione romana. Infatti Cartagine in seguito alla sconfitta subita nella I guerra punica, e alla ribellione dei mercenari stanziati sull'isola, fu costretta a fare formale cessione dell'isola a Roma. È nel 226 a.C. che alla Sardegna fu attribuito lo statuto di provincia di Roma.
Sotto i romani l'attività mineraria crebbe intensamente, soprattutto per quanto riguarda i ricchi giacimenti di piombo e d'argento. Fin dal 269 a.C. la repubblica romana aveva adottato l'argento come base monetaria, mentre il piombo veniva utilizzato nei più svariati campi della vita civile, dalle stoviglie alle condutture dell'acqua. La Sardegna, dopo la Spagna e la Bretagna, costituiva la terza regione, tra i domini di Roma, per quantità di metalli prodotti. La produzione mineraria durante tutto il periodo della dominazione romana è stata valutata in circa seicentomila tonnellate di piombo e mille tonnellate d'argento. L'attività estrattiva dei romani non si limitò solo al bacino dell'Iglesiente (dove peraltro, ancora oggi, esiste un rione chiamato Campo Romano, a ricordo degli antichi insediamenti estrattivi), infatti essi conobbero e sicuramente sfruttarono i ricchi giacimenti argentiferi del Sarrabus, alla cui importanza forse si riferiva il geografo Solino nello scrivere: India ebore, argento Sardinia, Attica melle.

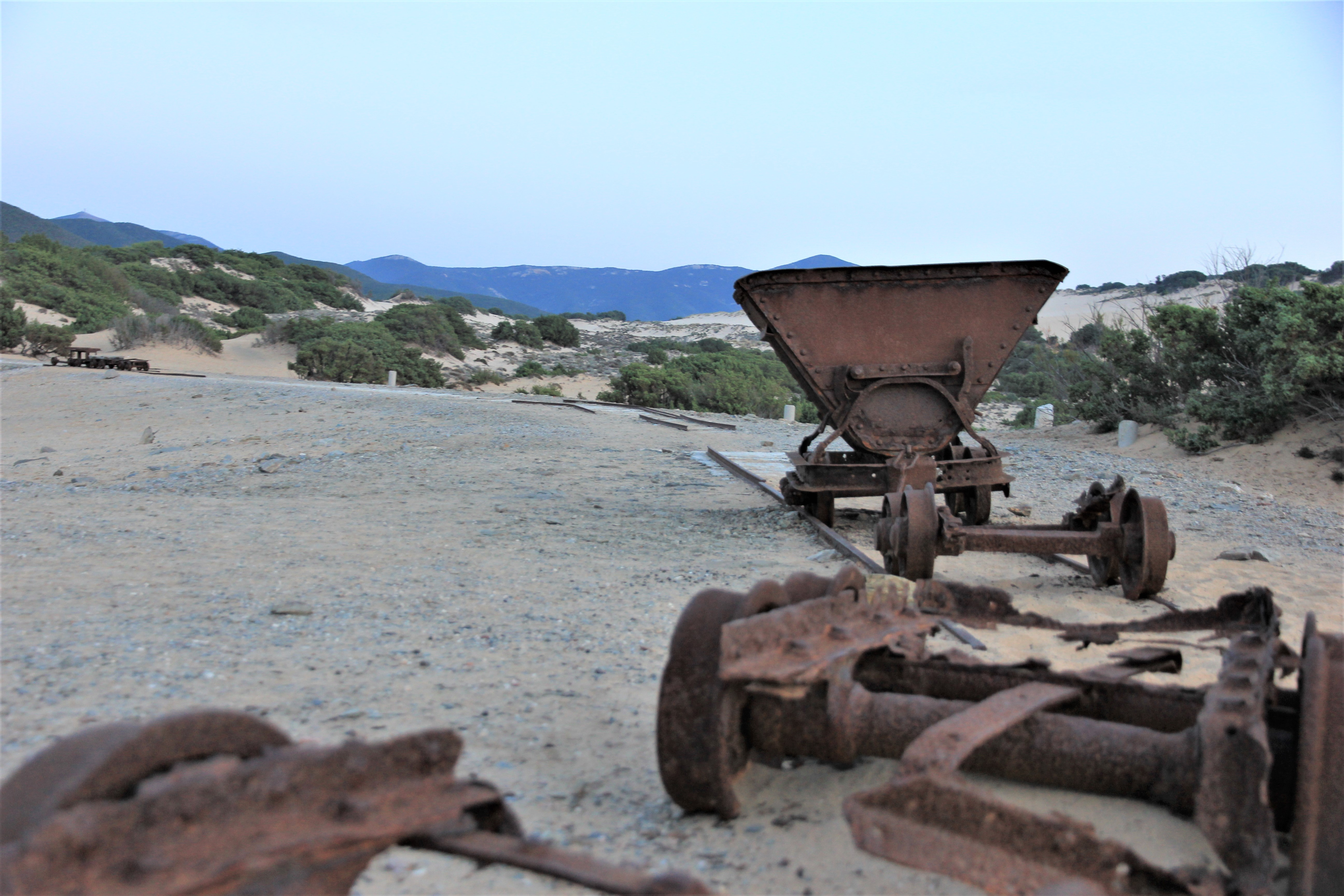
Vecchi vagoncini usati nella miniera di Naracauli

I sistemi dello sfruttamento delle miniere, in epoca romana, consistevano nello scavo di pozzi verticali profondi, anche oltre cento metri; i lavori erano condotti, servendosi di soli utensili manuali e talvolta del fuoco per disgregare la roccia, da minatori liberi, detti "metallari", e dal 190 a.C. circa da schiavi e prigionieri detti damnati ad effodienda metalla.
Nell'anno 369 d.C. l'imperatore Valentiniano I decretò che ogni nave che approdasse in Sardegna dovesse pagare un dazio di 5 soldi per ogni metallaro trasportato. Successivamente gli imperatori Graziano, Valente e Valentiniano II vietarono del tutto ai metallari di trasferirsi nell'isola. A questi provvedimenti non doveva essere estraneo il timore che l'eccezionale ricchezza dei giacimenti sardi potesse danneggiare le miniere argentifere iberiche che erano di proprietà imperiale.
In tarda epoca romana la produzione mineraria sarda diminuì considerevolmente; mentre in pochi giacimenti l'attività continuava, per soddisfare le limitate necessità del mercato isolano, molti altri furono abbandonati ed alcuni di questi, come quelli del Sarrabus, furono dimenticati.

## Epoca medievale
In seguito alla caduta dell'Impero romano d'Occidente le vicende storiche della Sardegna si allontanarono da quelle della penisola italiana. Dopo la breve parentesi costituita dall'occupazione vandalica, l'isola cadde sotto il dominio bizantino.
Così, la produzione mineraria e l'attività metallurgica registrarono una certa rinascita e l'argento tornò ad essere uno dei principali prodotti d'esportazione della Sardegna, sebbene intorno all'anno 700 i traffici commerciali nel Mar Mediterraneo diventassero oltremodo difficili a causa delle scorrerie dei saraceni.
Per la Sardegna le continue scorrerie degli arabi lungo le coste costituirono, per un lungo arco di tempo, un pericolo costante, che provoco lo spopolamento di vaste aree costiere e lo spostamento della popolazione verso aree più interne dell'isola.

I giudicati sardi.

Sempre più isolata dal centro dell'impero bizantino, la Sardegna conobbe in questo periodo l'affermarsi, per la prima volta nella sua storia di una reale autonomia politico-amministrativa. L'isola si organizzò in quattro regni sovrani ed indipendenti: i Giudicati di Cagliari, Arborea, Torres e Gallura.
Della storia mineraria del periodo giudicale, non esistono che pochi documenti, è però lecito pensare che l'attività estrattiva non sia stata del tutto abbandonata.
Nel 1131 il giudice Gonario di Torres donò la metà dell'Argentiera della Nurra alla chiesa primaziale di Santa Maria di Pisa, a testimonianza dei legami politici sempre più stretti tra i deboli stati sardi ed il comune toscano.
Al principio dell'XI secolo, infatti, sotto gli auspici della corte papale allora retta da Benedetto XIII, erano intervenute nella storia della Sardegna le due repubbliche marinare di Genova e Pisa in un primo momento alleate contro l'emiro musulmano Museto (Musa) che si era impadronito di alcune aree dell'isola, in seguito concorrenti per il predominio sui deboli stati giudicali. La contesa si risolse a favore di Pisa: la pace del 1087 tra Genovesi e Pisani portò, nel periodo immediatamente precedente la conquista aragonese, al predominio di Pisa su tutta la Sardegna.
Dal punto di vista della storia mineraria il periodo pisano risulta essere molto ben documentato.
La famiglia pisana dei conti di Donoratico, impersonata da Ugolino della Gherardesca, dette nuovo impulso all'attività estrattiva nei suoi domini in Sardegna, e segnatamente nell'attuale Iglesiente. Ugolino operò su un territorio di circa cinquecento chilometri quadrati, denominato Argentaria del Sigerro per le ricchezze del suo sottosuolo in minerali d'argento. Egli favorì inoltre il trasferimento nell'isola di maestranze toscane, esperte nel lavoro di miniera, e più generalmente cercò di ripopolare i propri domini. Il principale risultato della politica demografica dei Donoratico fu il sorgere e lo sviluppo del centro abitato di Villa di Chiesa, l'attuale Iglesias.
Nella zona dell'Iglesiente, i pisani ripresero i lavori abbandonati dai Romani aprendo numerose fosse e riportando alla luce gli antichi filoni. L'intensa attività estrattiva, così come la vita politica economica e sociale, venne disciplinata mediante una serie di leggi, raccolte in un codice suddiviso in quattro libri conosciuto con il nome di Breve di Villa di Chiesa. In questo codice la regolamentazione dell'attività mineraria, segnatamente l'estrazione dell'argento, riveste un ruolo di primaria importanza. I delitti contro l'attività estrattiva erano puniti con molta severità: la pena di morte era prevista per coloro che sottraevano argento o minerale argentifero ma anche per i fonditori che estraevano l'argento da minerale rubato.
Chiunque, nel territorio dell'Argentiera poteva intraprendere l'attività estrattiva; non era raro che a tale scopo si costituissero delle compagnie i cui partecipanti (parsonavili) possedevano delle quote (trente) della società. Alcuni soci di queste compagnie, detti bistanti si limitavano ad anticipare il capitale necessario.
I lavori si sviluppavano attraverso lo scavo di fosse, e si sviluppavano in profondità mediante pozzi (bottini) e gallerie, ancora visibili in loc. San Giorgio (Iglesias). Veniva seguito l'andamento del filone di minerale, cosicché l'estensione dei lavori era piuttosto limitata. Per aggredire la massa rocciosa venivano utilizzati picconi, cunei ed altri utensili a mano; quando ciò si rendeva necessario veniva utilizzato il fuoco per disgregare le rocce più dure. La settimana lavorativa iniziava a mezzogiorno del lunedì e terminava a mezzogiorno del sabato. Gli operai lavoravano per 12 ore al giorno e durante la settimana non potevano abbandonare il lavoro. Durante la stagione estiva i lavori venivano sospesi a causa della insalubrità del clima, essendo soprattutto le aree costiere colpite dal flagello della malaria.
È stato calcolato che le miniere sarde abbiano fornito a Pisa circa 15 tonnellate annue del prezioso metallo nel periodo che va dalla fine del XII secolo al principio del XIV secolo. Sotto il comune toscano, nel periodo del loro massimo splendore, le miniere intorno a Villa di Chiesa arrivarono ad occupare 6500 operai.

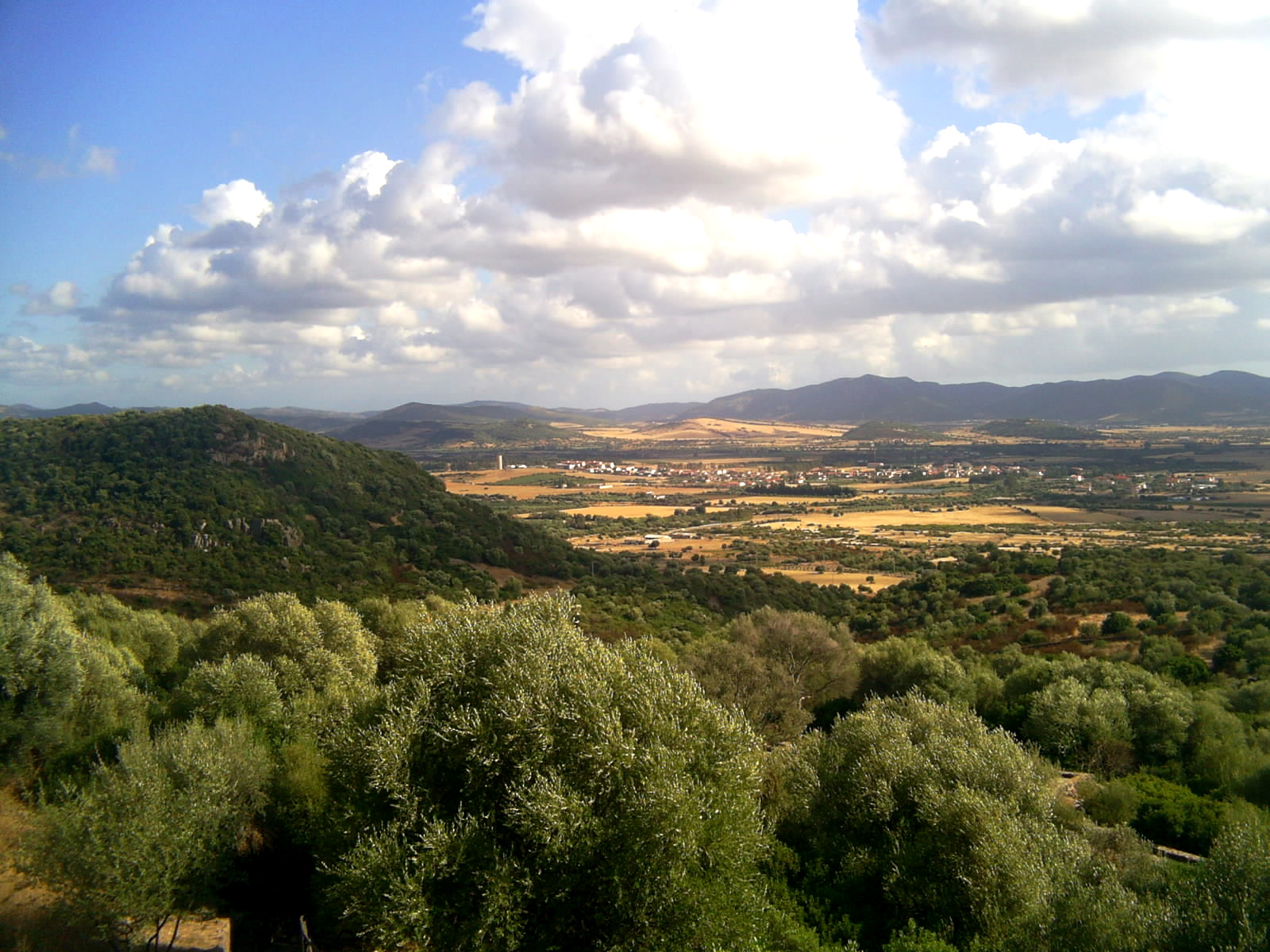
La regione di Santadi, nel Sulcis.

Negli anni intorno al 1326 Pisa perse i suoi domini in Sardegna a favore della corona di Aragona. La perdita dell'isola ma soprattutto delle sue rimesse in argento, rappresentò l'inizio della decadenza per la città Toscana pressata sul continente dalle rivali Lucca e Firenze.
La corona aragonese avocò a sé i diritti inerenti allo sfruttamento dei ricchi giacimenti dell'argentaria al fine di evitare che per le ricchezze minerarie della zona si scatenassero dispute tra i nobili aragonesi.
Il livello dell'attività estrattiva in questo periodo risulta essere notevolmente ridotto se paragonato a quello che si era riscontrato sotto la dominazione pisana.
In seguito alla conquista totale dell'isola, gli aragonesi cercarono di dare nuovo slancio all'attività di estrazione dell'argento: furono alleggeriti i dazi, le tasse e i diritti della corona sui metalli. Tale politica però non riuscì a riportare le miniere sarde al passato splendore.
Sotto la dominazione aragonese prima e spagnola poi, l'attività mineraria conobbe una continua decadenza; la Sardegna che per secoli era stata tra le più importanti aree di produzione dell'argento finì per importare il prezioso metallo il quale ormai arrivava in ingenti quantità dai possessi spagnoli del nuovo mondo. Ciò nonostante si può affermare che neppure in questo periodo le miniere sarde cessarono del tutto la loro attività, infatti esisteva pur sempre un piccolo mercato domestico, per lo meno per il piombo.
Durante la dominazione spagnola si stabilì l'uso di subordinare l'esercizio dell'attività mineraria all'assegnazione di concessioni da parte dell'amministrazione statale. Furono assegnate almeno quaranta concessioni per l'esplorazione e lo sfruttamento dei giacimenti sardi. Di queste, otto furono concessioni generali, cioè estese a tutto il territorio dell'isola, e diciotto limitate al solo circondario di Iglesias. Gli assegnatari delle concessioni erano tenuti a versare all'erario il 10 per cento del valore del minerale estratto. A questo periodo risale il primo tentativo di riportare in attività il filone argentifero del Sarrabus, abbandonato ormai da più di mille anni. Infatti, il 6 giugno del 1622 certo Gio. Antonio Agus ottenne il permesso di eseguire lavori di ricerca a Monte Narba, presso l'abitato di San Vito.
Dopo poco meno di quattrocento anni il dominio spagnolo sulla Sardegna terminò come conseguenza delle vicissitudini legate alla guerra di successione spagnola, e del tentativo di riconquista portato avanti dal cardinale Alberoni.

## Epoca sabauda
Nel 1726 in seguito

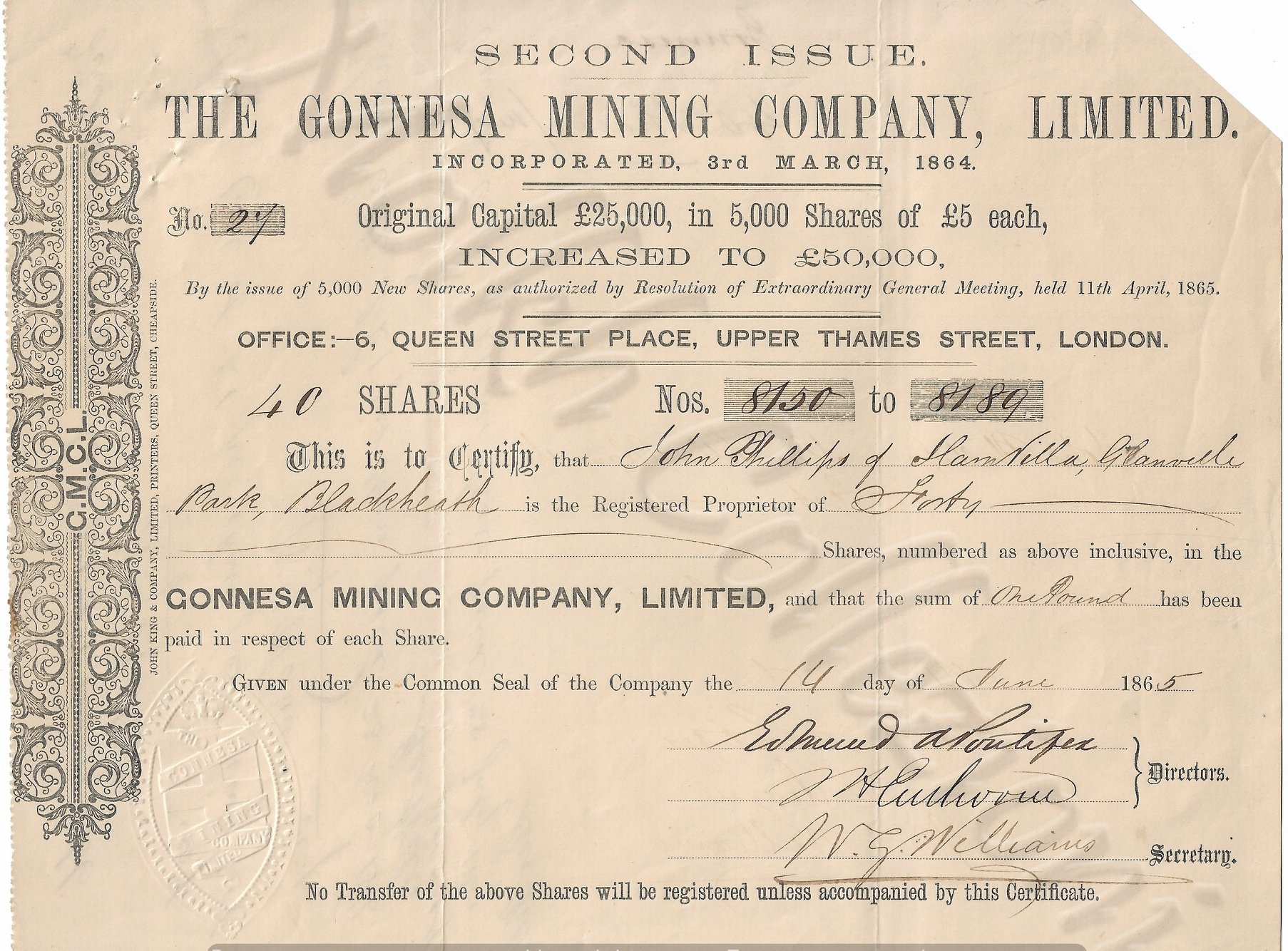
Certificato azionario della società inglese Gonnesa Mining Company Limited, che ottenne la concessione mineraria denominata "San Giovanni di Gonnesa", per estrarre galena argentifera, avente estensione di 385 ettari

del trattato dell'Aia l'isola passo a far parte dei possedimenti dei duchi di Savoia, che acquisivano il titolo di re di Sardegna.
Lo stato sabaudo dette nuovo impulso all'attività mineraria. Anche sotto i piemontesi l'esercizio dell'attività estrattiva era legato all'assegnazione di concessioni generali per l'effettuazione di ricerche e la coltivazione di miniere su tutto il territorio isolano. I primi ad ottenere questo tipo di concessione, della durata di vent'anni, furono i cagliaritani Pietro Nieddu e Stefano Durante.
Nel 1740 la concessione generale, per la durata di trent'anni, fu assegnata al britannico Carlo Brander, al barone Carlo di Holtzendorff ed al console svedese a Cagliari Carlo Gustavo Mandel. In base al contratto, i concessionari avrebbero dovuto versare alle regie gabelle il 12 per cento della galena estratta e il 2 per cento dell'argento per i primi 4 anni, il 5 per cento per i successivi 6 anni e il 10 per cento per i restanti 20 anni. I diritti dovevano essere corrisposti all'atto della spedizione per i materiali esportati, e ogni sei mesi per quelli venduti nell'isola.

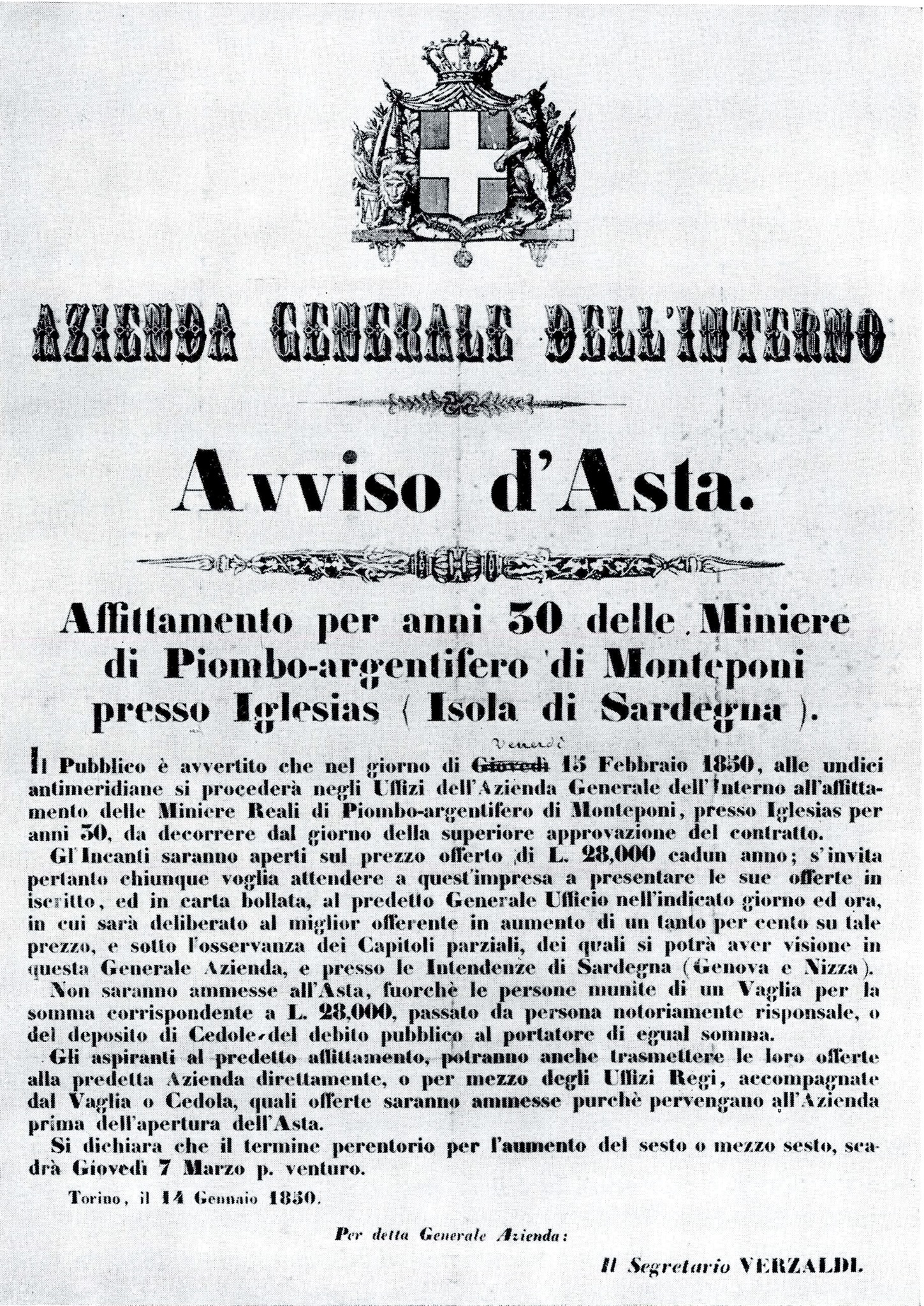
Miniera di Monteponi: 1850 bando per l'affitto della miniera per trent'anni.

La nuova società, soprattutto per impulso del Mandel, introdusse diverse innovazioni tecnologiche, tra le quali l'impiego dell'esplosivo durante i lavori di estrazione. Furono portate in Sardegna maestranze esperte nell'arte mineraria, soprattutto tedesche. Si deve al Mandel la costruzione, presso Villacidro, di una grande fonderia di piombo. Egli fu però accusato dalla Reale Intendenza di trascurare l'esplorazione di nuove miniere limitandosi allo sfruttamento di quelle già esistenti. Fu anche aperta un'inchiesta per presunte irregolarità fiscali, che portò, nel 1758, alla revoca della concessione al Mandel.
Nel 1762 l'amministrazione delle miniere sarde passò nelle mani del Direttore del distretto delle miniere Pietro de Belly, il quale ostacolò l'attività mineraria privata ritenendo fosse più redditizio per lo Stato sfruttare direttamente le ricchezze del sottosuolo sardo. Il Belly cercò anche di reintrodurre il lavoro coatto nelle miniere e per questo si meritò, nel 1871, una critica di Quintino Sella..
Tra le manchevolezze da ascrivere al Belly vi è anche il mancato sfruttamento del ricco filone d'argento del Sarrabus, di cui già il Mandel aveva intuito le potenzialità. Il Belly infatti riteneva troppo costosa la coltivazione di questo filone, dato il terreno impervio e la difficoltà delle comunicazioni della zona. Solo nel secolo successivo venne riscoperto il valore minerario della regione sud-orientale dell'isola.
Gli ultimi anni del XVIII secolo furono comunque anni importanti per l'industria mineraria sarda; furono scoperte tracce di ferro presso Arzana e di antimonio nelle vicinanze di Ballao.
All'inizio dell'Ottocento esistevano in Sardegna 59 miniere, prevalentemente di piombo, ferro, rame e argento. Nel rinnovato fervore minerario trovarono posto anche alcuni avventurieri piemontesi e di altre nazioni europee, tra questi anche il romanziere francese Honoré de Balzac che, nel 1838, dette vita ad una fallimentare iniziativa volta allo sfruttamento di antiche scorie piombifere nella Nurra.

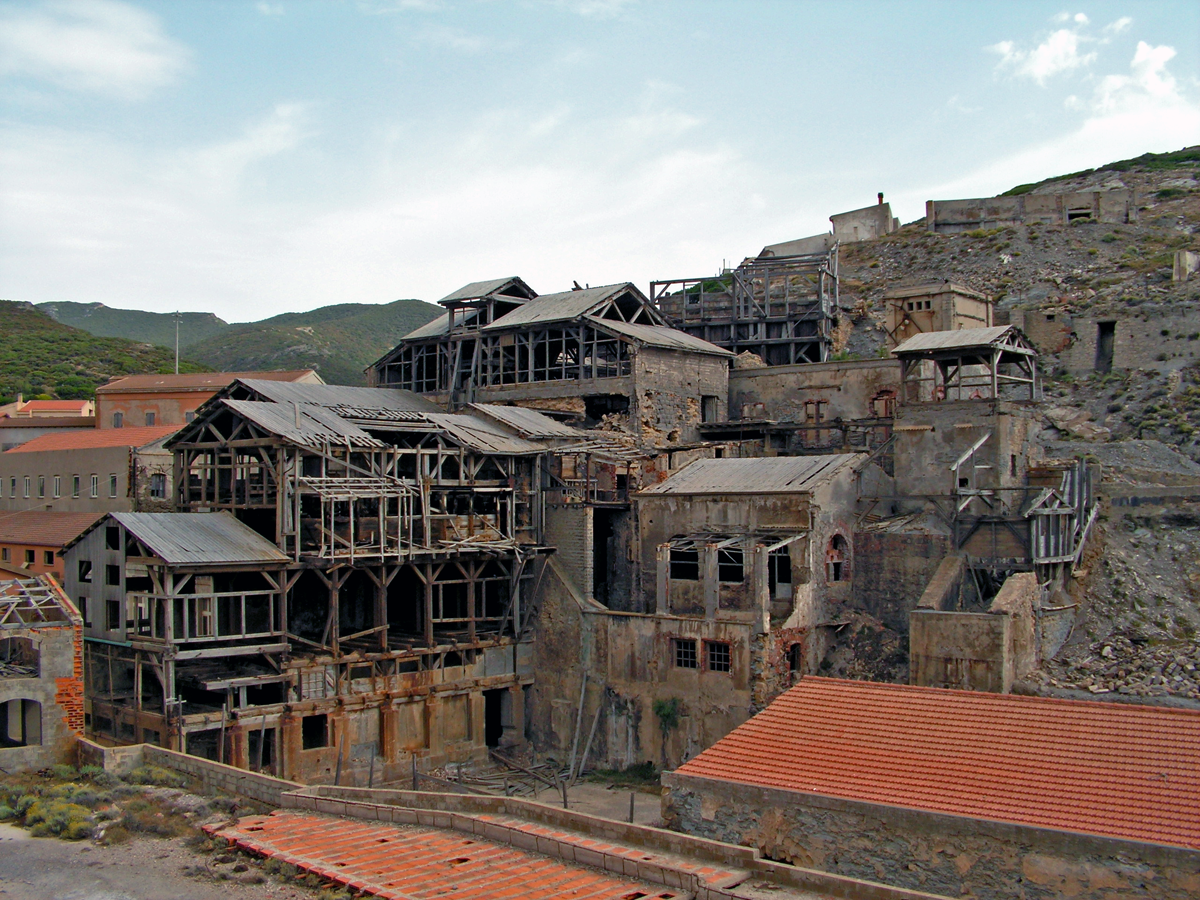
Sassari-rovine della laveria della miniera dell'Argentiera.

Nel 1840 venne istituita la nuova legge mineraria, la quale prevedeva la separazione della proprietà del suolo da quella del sottosuolo. Secondo la nuova legge chiunque poteva richiedere l'autorizzazione ad effettuare ricerche minerarie; era richiesta l'autorizzazione scritta del proprietario del fondo su cui si intendeva svolgere la ricerca ma, se il proprietario del fondo si opponeva alla ricerca ed il rifiuto non era ritenuto adeguatamente argomentato, il Prefetto poteva procedere d'ufficio alla concessione dell'autorizzazione. L'unico obbligo che competeva al concessionario era quello di versare all'erario il 3 per cento del valore dei minerali estratti e di risarcire i proprietari dei fondi per i danni arrecati. Questa disciplina entrò pienamente in vigore in Sardegna solo nel 1848, dopo che si era realizzata la "perfetta fusione" tra la Sardegna e gli stati di terraferma appartenenti ai Savoia.
La nuova legge, che facilitava l'ottenimento delle concessioni minerarie, richiamò nell'isola numerosi imprenditori, in particolare liguri e piemontesi e nacquero le prime Società con lo scopo di sfruttare i promettenti giacimenti sardi. Tra queste, la genovese "Società Nazionale per la coltivazione di miniere in Sardegna" tentò invano di ottenere la concessione generale. Tale forma di concessione era infatti formalmente vietata dalla nuova legge, al fine di impedire il costituirsi di monopoli nell'attività estrattiva. Il progetto della Società Nazionale cadde perciò nel nulla; si assistette invece alla nascita di un gran numero di Società, controllate dagli stessi protagonisti del progetto della Società Nazionale, al fine di garantirsi comunque la concessione del maggior numero possibile di permessi.
La maggior parte delle Società minerarie operanti in Sardegna aveva dunque capitale non sardo. Una significativa eccezione è rappresentata dall'imprenditore sardo Giovanni Antonio Sanna, che nel 1848 ottenne una concessione perpetua su circa 1200 ettari situati nella zona di Montevecchio.
Non tutte le Società che nacquero in questo periodo avevano le capacità tecniche per operare sul mercato, molte di esse fallirono, altre si fusero dando origine a Società più grandi e più solide.

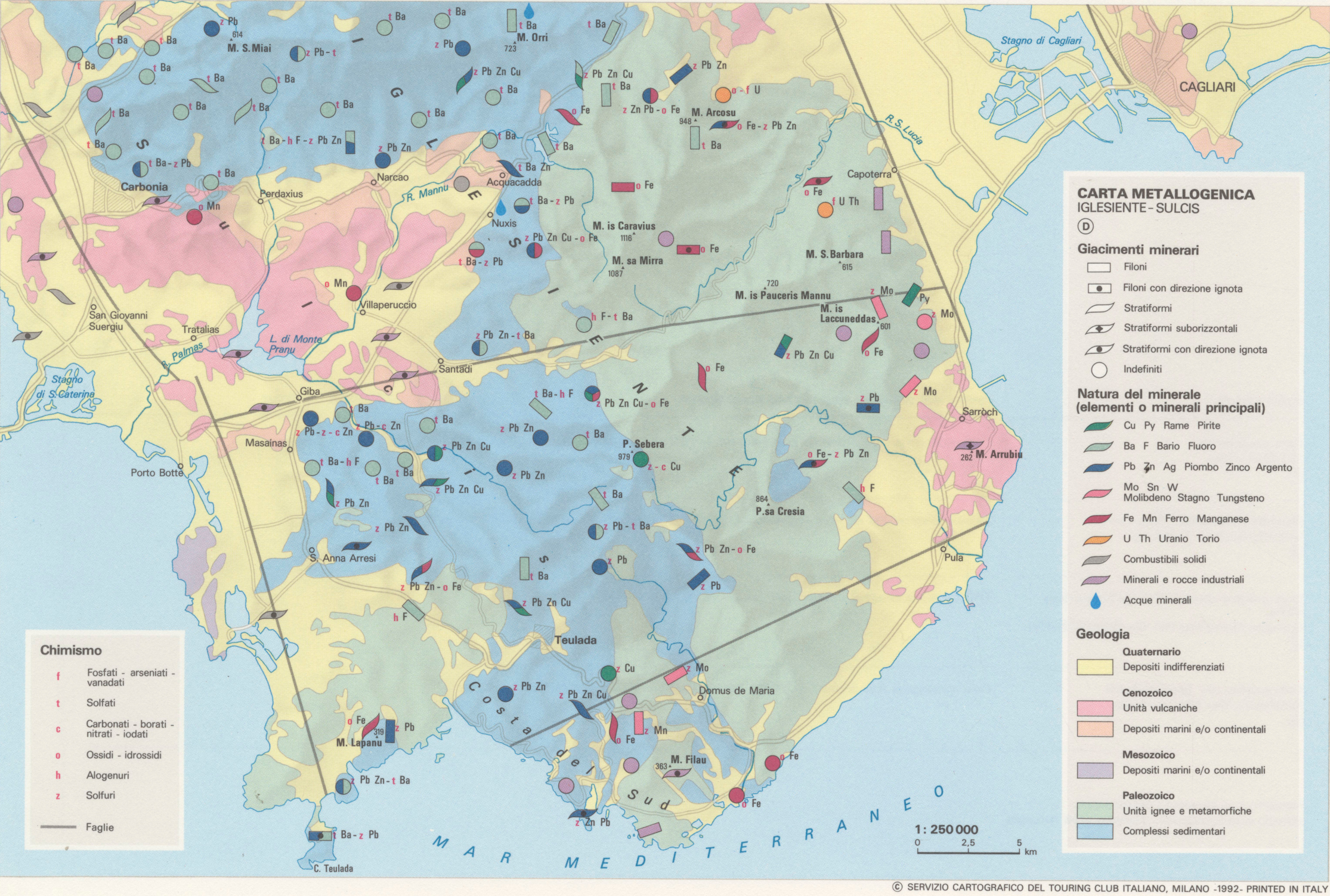
Carta metallogenica del Sulcis

Nella seconda metà dell'800, nel Bacino carbonifero del Sulcis, furono attivate le prime attività di estrazione del carbone.
Il 29 maggio 1853 certo Ubaldo Millo ottenne tre concessioni carbonifere, quelle di Bacu Abis, di Terra'e Colu e di Funtana de mari, intitolate alla Società “Tirsi-Po” di Millo e Montani. Nel 1854 furono estratte 150 tonnellate di carbone; la miniera ebbe una produzione discontinua fino al 1871, anno in cui la concessione fu affidata all'Ing. Anselmo Roux che nel 1873 a Torino, costituì la Società anonima miniere di Bacu Abis che divenne proprietaria della miniera.
Nel 1858 l'esule romagnolo Enrico Serpieri edificò la fonderia di Domusnovas, per lo sfruttamento del minerale di piombo presente nelle scorie di vecchie lavorazioni, e poco tempo dopo una seconda a Fluminimaggiore. Nel 1862 le due fonderie del Serpieri producevano il 56 per cento di tutto il piombo d'opera sardo ricavato da vecchie scorie.

## Dopo l'unità d'Italia

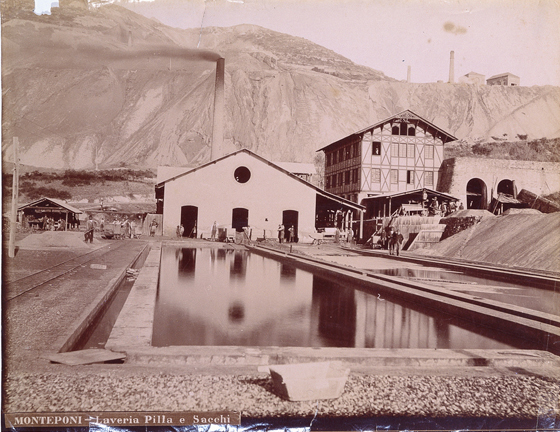
Miniere di Monteponi, Laveria Calamine, 1887

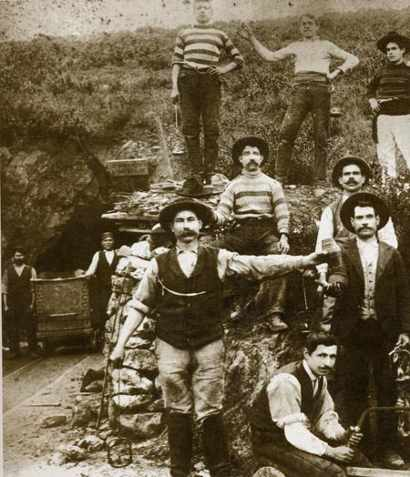
Minatori della "Società Monteponi" a fine Ottocento.

Dal 1865 in poi al piombo e all'argento, che erano stati fino ad allora i minerali principalmente estratti nell'isola, si affiancò lo zinco, infatti in quell'anno, nella miniera di Malfidano a Buggerru, furono rinvenute le "calamine" (miscela di silicati e carbonati di zinco).
Attorno al 1868 venne introdotta in Italia la dinamite, inventata l'anno precedente dal chimico svedese Alfred Nobel. Questa innovazione rivoluzionò in breve tempo le tecniche estrattive, consentendo la coltivazione a costi relativamente bassi anche di cantieri umidi.

### La relazione di Quintino Sella

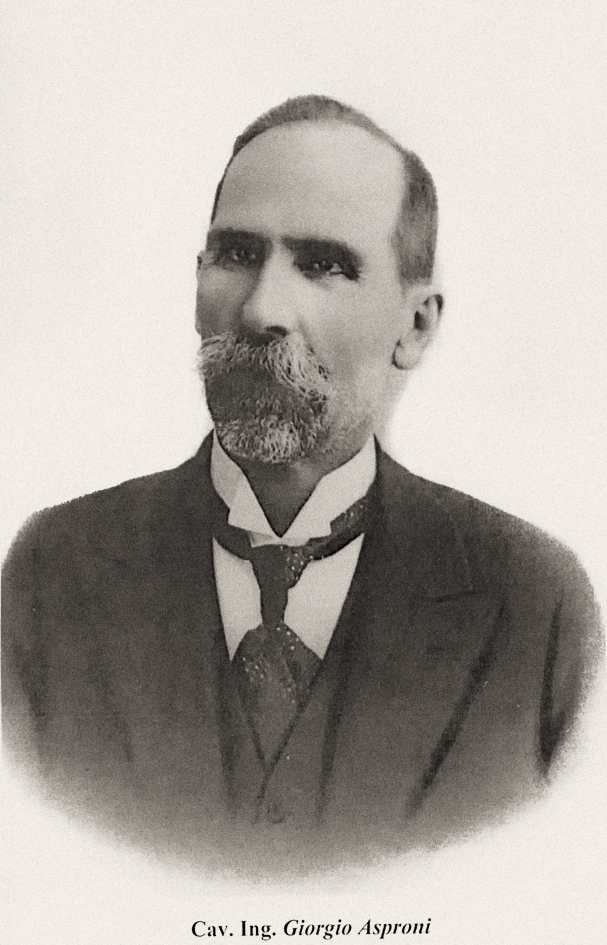
L'ingegnere e imprenditore Giorgio Asproni, primo presidente e fondatore dell'Associazione mineraria sarda, c. 1896

Intanto cresceva il malessere della Sardegna all'interno del nascente Stato italiano. Nel 1867 i deputati sardi richiesero al Presidente del Consiglio Bettino Ricasoli un maggiore impegno dello Stato per alleviare le condizioni di miseria delle popolazioni dell'isola.
In seguito alla rivolta de su connottu che si manifestò a Nuoro nell'aprile del 1868, a causa dell'approvazione di una norma che prevedeva la privatizzazione dei beni demaniali, fu istituita una commissione parlamentare di inchiesta presieduta da Agostino Depretis, e della quale faceva parte il deputato piemontese Quintino Sella. Il Sella, ingegnere minerario, svolse una relazione sulle condizioni dell'industria mineraria in Sardegna, pubblicata nel 1871, che costituisce un documento di straordinaria importanza per la conoscenza dell'argomento.
Nel corso di un viaggio durato 18 giorni il Sella, accompagnato dall'ingegnere Eugenio Marchese, direttore del distretto minerario della Sardegna, visitò le principali miniere e gli stabilimenti metallurgici dell'isola.
Dalla sua relazione emergeva la crescente importanza dell'industria mineraria sarda nell'ambito dell'economia italiana. Nel 1868-69, nelle miniere sarde, erano impiegati 9.171 addetti, quasi il triplo rispetto a quelli del 1860. Infatti, in seguito all'estensione alla Sardegna della legge mineraria del Piemonte del 1840 e alla sua successiva modifica del 1859 in senso più favorevole agli industriali minerari, si ebbe un rapido sviluppo delle ricerche e delle coltivazioni, un aumento della produzione e della manodopera impiegata.
Nel 1870 i permessi di ricerca, che alla fine del 1861 erano 83, salirono a 420 e le concessioni da 16 a 32. Il minerale prodotto passò da 9.379,8 tonnellate del 1860 al 127.924,6 tonnellate del 1868-1868, ed il valore quintuplicò arrivando, sempre nel 1868-1869, alla somma di £ 13.464.780.
Dalla relazione del Sella risulta inoltre che, per agevolare il trasporto del minerale ai punti di imbarco, fino al 1870 le Società minerarie avevano costruito circa 30 chilometri di ferrovie e 181 chilometri di strade.
Il continuo sviluppo dell'industria estrattiva portò all'afflusso in Sardegna di tecnici (ingegneri, geologi) ed impiegati amministrativi dalle altre regioni del regno. Dato il basso livello di istruzione e di preparazione tecnica delle maestranze sarde, anche la maggior parte della manodopera qualificata impiegata nelle miniere proveniva dal continente.
La maggior parte delle società minerarie che operarono nell'isola si limitavano a sfruttare le parti più ricche dei filoni che coltivavano, trasportando il minerale estratto sul continente ove veniva trattato in impianti posti. I proventi derivanti dallo sfruttamento delle miniere non venivano reinvestiti in loco se non per agevolare l'attività dell'impresa.
L'indagine del Sella non mancò di rilevare le disparità di trattamento economico tra i minatori sardi e quelli di origine continentale, nonché la necessità di istituire una scuola per capi minatori e fonditori a Iglesias.
La relazione si concludeva raccomandando che venissero stanziati ulteriori capitali per agevolare lo sviluppo dell'industria mineraria, soprattutto veniva sottolineata l'urgenza di realizzare una rete stradale di collegamento tra le miniere e di completare le principali strade ferrate. Veniva inoltre evidenziata la necessità di realizzare e sviluppare un adeguato sistema di comunicazioni telegrafiche: il Sella riferisce che le principali compagnie minerarie chiedevano di poter costruire, a proprie spese, nuove linee telegrafiche per rendere più veloci le telecomunicazioni. Tale proposito era però vanificato dalla legge che garantiva allo stato il monopolio nella costruzione di queste importanti infrastrutture.
Nel 1872 la sede del Distretto Minerario Sardo venne trasferita da Cagliari ad Iglesias.

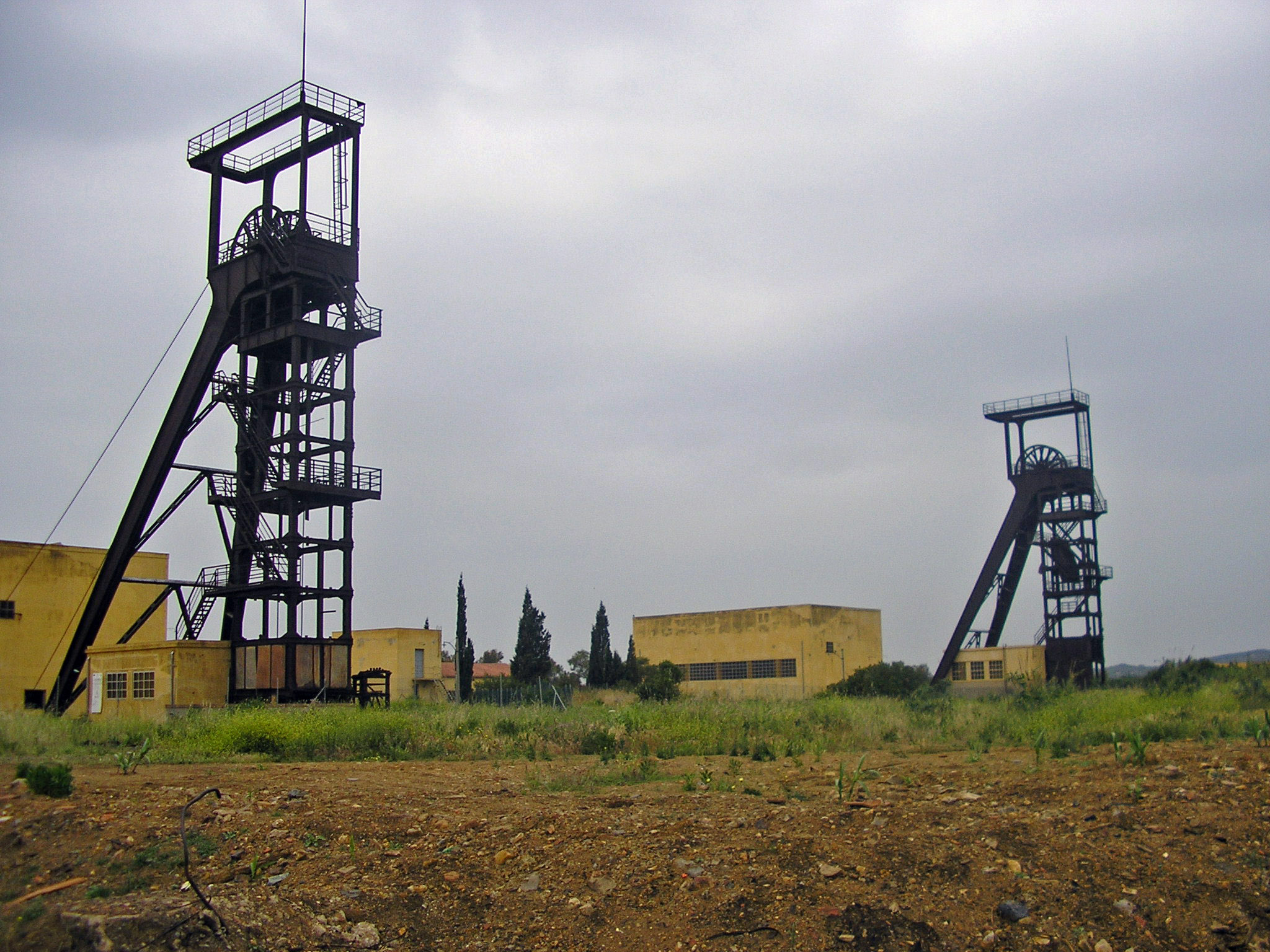
La miniera di Serbariu, a Carbonia.

L'anno precedente 1871 l'industria mineraria italiana aveva conosciuto la nascita di un nuovo settore. Infatti con la definitiva scoperta, e l'inizio delle coltivazioni, del filone argentifero del Sarrabus, si avviava anche in Italia la produzione dei minerali d'argento. Si aprì così un ciclo produttivo della durata di un quarantennio.
Dalle quindici tonnellate di minerale prodotte nel 1871, anno della dichiarazione di scoperta della Miniera di Monte Narba, si arrivò in breve tempo alle 2000 tonnellate annue medie prodotte durante il decennio che corre dal 1880 al 1890, Quello che il Rolandi ha definito il "decennio argenteo" quando le produzioni raggiunsero il valore di due milioni di lire. Dalle tre miniere che 1871 erano state stabilite sul giacimento, si salì alle dieci di vent'anni per poi diminuire di numero fino a diventare una sola al momento della chiusura definitiva.
Nel Sarrabus si scatenò una vera e propria corsa all'argento: accanto a grandi società, come la Società di Lanusei o quella di Monteponi, decine e decine di improvvisati cercatori di metalli preziosi presentarono centinaia di richieste di permesso per effettuare ricerche minerarie sul territorio dei comuni di Muravera Villaputzu e, in modo particolare, di San Vito.
Già nel 1851 la società genovese "Unione Sulcis e Sarrabus", i cui maggiori azionisti erano i belgi Emilio ed Elena Poinsel, aveva ottenuto in concessione la miniera di Gibbas presso il comune di Villaputzu; i lavori vennero però presto abbandonati a causa delle numerose difficoltà dovute alla forte incidenza delle febbri malariche.
Nel 1870 la genovese "Società Anonima delle Miniere di Lanusei" rilevò i permessi di ricerca nella zona di Monte Narba, nel comune di San Vito. Nel 1885 l'ingegnere francese Leon Goüin fondò a Genova la "Società Tacconis-Sarrabus" per lo sfruttamento della miniera di Tacconis. Nel 1888 lo stesso Goüin costituì a Parigi la "Societè des mines de Rio Ollastu".
Nei periodi di maggior splendore il giacimento Sarrabese arrivò ad occupare anche 1500 operai, distribuiti tra le miniere di Masaloni, Giovanni Bonu, Monte Narba, Perd'Arba, Baccu Arrodas, Tuviois, S'erra e S'Ilixi, Nicola Secci.
Per avere un'idea più precisa del valore qualitativo del giacimento argentifero del Sarrabus possiamo dire che, mentre nel resto del mondo il tenore medio d'argento per quintale di piombo oscillava intorno ai 200/300 grammi per quintale, nel giacimento Sarrabese si raggiunse un tenore di 1 kg per quintale. A Baccu Arrodas i tenori furono anche più alti.

## Il Novecento

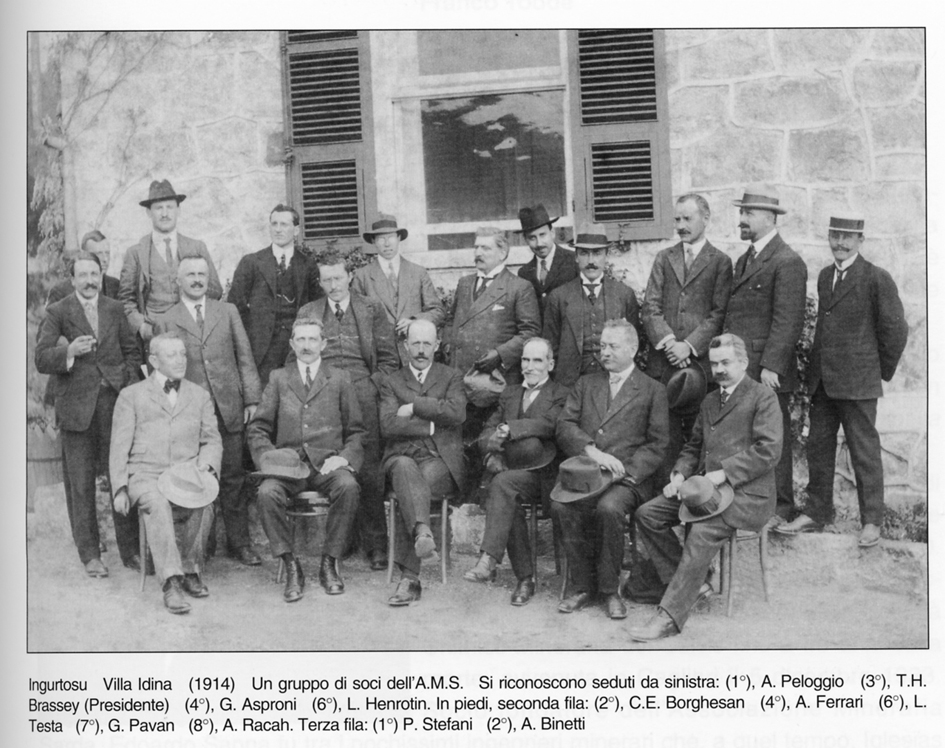
Gruppo di 18 soci dell'Associazione mineraria sarda, 1914. Tra le persone sedute in prima fila si riconosce il presidente Giorgio Asproni.

L'inizio del XX secolo rappresentò un momento di grande slancio del movimenti rivendicativo in Italia, infatti le statistiche rilevano che il numero di scioperi del triennio 1901-1903 è pari a quello degli scioperi svoltisi fra il 1879 al 1900. I dati relativi alla Sardegna non si discostano da quelli nazionali, gli scioperi complessivi nell'isola dal 1879 al 1903 erano stati 26 di questi, oltre la metà, furono attuati fra il 1900 ed il 1903. Nel 1903 a Montevecchio si era svolto lo sciopero più imponente, al quale avevano aderito 1500 lavoratori della Società delle Miniere di Montevecchio, per la durata di 13 giorni;in quell'occasione furono arrestati 18 operai. Fra le altre cose, gli scioperanti rivendicavano l'abolizione del sistema di affidamento dei lavori ad intermediari (da cui poi dipendevano i minatori) e di portare l'orario giornaliero a otto ore lavorative.

### L'eccidio di Buggerru
Agli inizi del 900 Buggerru veniva chiamato «petite Paris» ovvero "piccola Parigi" in quanto i dirigenti minerari che si erano trasferiti nel borgo minerario con le rispettive famiglie avevano ricreato un certo ambiente culturale. Fra questi Achille Georgiades, un greco di Costantinopoli arrivato in Sardegna nel 1903 per dirigere le miniere della Societé des mines de Malfidano di Parigi, la cui Sede operativa in Sardegna era Buggerru. C'era anche il francese Georges Perrier che gestiva un cinema; inoltre in paese vi erano anche un teatro ed un circolo riservato alla ristretta élite dei dirigenti della società francese.
Dall'altra parte c'erano i minatori che lavoravano in condizioni disumane, sottopagati e costretti a turni di lavoro massacranti, spesso vittime di incidenti mortali sul lavoro; questi erano organizzati nella Federazione dei minatori. Nel 1904, a seguito dell'inasprimento del trattamento imposto dal Georgiades, i minatori si rifiutarono di lavorare e presentarono le loro istanze alla società francese; per tutta risposta questi chiamarono l'esercito che fece fuoco sugli operai uccidendone tre e ferendone molti altri. Quella domenica 4 settembre 1904 sarà ricordata come la data dell'eccidio di Buggerru, per il quale sarà fatto il primo sciopero generale in Italia.

### La prima guerra ed il fascismo
All'inizio della prima guerra mondiale il bacino minerario dell'Iglesiente entrò in una grave crisi, infatti molte ditte, che erano di proprietà dei paesi dell'intesa, cessarono la loro attività e furono licenziati 6.000 operai
Negli anni trenta, in Italia, in risposta alle sanzioni economiche, stabilite dalla Società delle Nazioni, vennero a mancare perciò alcuni rifornimenti di materie prime. Nonostante queste non riguardassero il carbone, essenziale per l'industria italiana, fu dato un impulso alle attività estrattive.Così il 9 giugno 1935 fu istituito il Bacino carbonifero del Sulcis ed il 28 luglio dello stesso anno fu costituita l'A.Ca.I. (Azienda Carboni Italiani), sotto la guida di Guido Segre, che comprendeva il bacino carbonifero del Sulcis con la Carbo-sarda e quello minerario dell'Istria sud-orientale con la Carbo-Arsa. Segre fu il vero artefice della ripresa delle società minerarie nel bacino carbonifero sulcitano. Infatti a seguito della scoperta del giacimento di carbone nella zona di Serbariu-Sirai nel 1936, l'A.Ca.I., viste le ragguardevoli dimensioni del bacino, decise che fosse costruita una città industriale, così nel 1937 si cominciò la costruzione di Carbonia.

### Il dopoguerra ed il declino delle miniere metallifere
Durante la seconda guerra mondiale le miniere di Buggerru cessarono le attività estrattive, che ripresero negli anni cinquanta ed in particolare furono riaperti i cantieri di Nanni Frau e Pira Roma con l'impiego di 334 operai.
Tuttavia negli anni sessanta vi fu l'inizio del declino delle attività estrattive. Così la Regione autonoma della Sardegna nel 1968 costituì l'Ente Minerario Sardo, che, nel 1969 rilevò le miniere appartenenti alla Società mineraria e metallurgica Pertusola.
Ma nonostante l'intervento pubblico il declino delle attività estrattive continuò inesorabile.
I motivi erano determinati dagli alti costi di produzione, dal continuo calo del valore dei metalli ed infine dal progressivo esaurimento dei giacimenti.
Nei primi anni ottanta molte miniere passarono all'Eni che non riuscì a migliorare la situazione, infine anche queste passarono sotto il controllo della S.I.M. (Società Italiana Miniere SpA); la produzione proseguì fino al 1993, poi la SIM divenne SIM in liquidazione, ma fornì tutti i macchinari e i cantieri per la prosecuzione dell'attività estrattiva alla nascente Miniere Iglesiente, miniera a partecipazione Regionale ma che si autofinanziava con quanto lasciato precipitosamente dall'ENI; l'attività proseguì sino al 1997 nei cantieri di San Giovanni Miniera a Iglesias, i cantieri di Acquaresi invece cessarono l'attività a causa di un grosso cedimento avvenuto sulla montagna al cui interno si trovava il più grosso giacimento europeo di blenda e galena, va anche detto che in quegli anni, i giacimenti dell'iglesiente, sotto una certa quota, poterono essere " coltivati " grazie al pozzo di eduzione ubicato a Monteponi che dall'esterno raggiungeva la quota di - 200 s.l.m qui tre grosse pompe da 1.000 litri al secondo, aspiravano l'acqua dal sottosuolo permettendo la coltivazione e l'estrazione dei minerali da tutto il bacino dell'iglesiente. Sempre in quell'anno un'altra frana e il conseguente cedimento di un muro di protezione, provocò una grossa venuta d'acqua nel pozzo principale per cui tutto il pozzo si riempì d'acqua sommergendo la sala pompe e tutto quanto a - 200, se a questo si aggiungono i grossi costi energetici per l'eduzione appunto delle acque circa 8 MD delle vecchie lire, ciò segnò inesorabilmente la chiusura definitiva dell'attività mineraria e millenaria. Nell'aprile del 1998 tutte le miniere Sarde (comprese quelle sotto l'ex Ente Minerario Sardo in liquidazione), passarono sotto un'unica società con denominazione IGEA S.p.A.; società in house providing della Regione Sardegna che a seguito della liquidazione dell'Ente Minerario Sardo è stata incaricata, dall'Assessorato dell'Industria, per la messa in sicurezza, il ripristino ambientale e la bonifica delle aree minerarie dismesse.

## Il Duemila

### L'estrazione aurifera e i conseguenti danni ambientali
Dal 1997 al 2008 la società Sardinia Gold Mining è stata concessionaria di un'attività mineraria legata all'estrazione aurifera nei pressi del comune di Furtei. L'estrazione dell'oro epitermale, che non si presenta in filoni, avveniva per lisciviazione, cioè mediante l'uso di opportuni solventi chimici, che consentono di separare uno o più elementi solubili da una sostanza solida. In dieci anni sono stati prodotti circa cinque tonnellate d'oro, sei d'argento e quindicimila di rame in lingotti, in forma composita, e quindi non immediatamente sfruttabile. L'attività estrattiva ha provocato notevoli danni ambientali, con la presenza di una discarica fanghi (tailing-dam) apparentemente contaminata con cianuro e il rilascio a valle di mercurio, ferro, piombo, cadmio e zolfo. A detta di Nicola Pinna, giornalista de La Stampa la ricerca dell'oro ha fatto ricchi solo gli australiani che hanno sventrato la collina di Santu Miali, e agli abitanti di Furtei, Guasila e Segariu è rimasto in eredità un disastro ambientale.
La Sardinia Gold Mining, una Joint-Venture tra l'ente regionale Progemisa e la società australiana Gold Mines of Sardinia, è stata successivamente acquisita dalla società Buffalo Gold ltd quotata presso la borsa di Toronto, e dal 2001 al 2003 ha avuto come presidente Ugo Cappellacci. Nel 2008 la Sardinia Gold Mining ha dichiarato il fallimento societario e la chiusura della miniera; la società è attualmente oggetto di un'indagine finanziaria internazionale, e non ha eseguito gli interventi di bonifica e risanamento ambientale previsti dal contratto, e per i quali aveva anche ricevuto finanziamenti dalla regione Sardegna. In particolare, il bacino artificiale usato per la raccolta dei fanghi e degli scarti non è ancora stato messo in sicurezza, è c'è il rischio che la sua acqua possa contaminare i corsi e i bacini che servono i comuni della zona, e forse addirittura Cagliari.
La contaminazione si sta allargando ulteriormente, provocando la morte di numerosi uccelli, e un redattore del giornale radio RAI ha parlato di "disastro ecologico senza precedenti". A tutt'oggi la situazione di precarietà ambientale è molto grave, sono presenti diversi laghi di cianuro.

### Distretti minerari in attività
A Florinas è presente una miniera a cielo aperto di sabbie quarzo-feldspatiche, sfruttata dalla Sarda Silicati (Gruppo Minerali Maffei).

## Strutture museali e centri studi
Dal 2006, presso la miniera di Serbariu (Carbonia) è attivo il Centro italiano della cultura del carbone. Museo del Carbone che è uno degli anchor points della rete dell'European Route of Industrial Heritage (Percorso europeo del patrimonio industriale).
Ad Iglesias è presente il Museo dell'Arte Mineraria, a cura dell'associazione Periti Minerari.
Il museo sito nel sotterraneo della Scuola Mineraria "Giorgio Asproni" contiene macchine, attrezzature ed oggetti legati al lavoro minerario. È presente una galleria sotterranea visitabile, nella quale gli studenti di epoche passate si esercitavano nell'uso delle tecniche di perforazione, scavo, e stabilizzazione della roccia.